# Iranske pokrajine
Iranske pokrajine ali ostani (perz. استان; ostān, množ. استان‌ها; ostānhā) so prva stopnja državne administrativne delitve v Iranu. Pokrajino upravlja namestnik (perz. ostāndār) iz sedeža, ki je najpogosteje največje mesto pokrajine (perz. markaz). Celotno področje Irana je razdeljeno na skupno 31 pokrajin.

## Upravna zgodovina

### Novoveška uprava
Po Enciklopediji Britannici je Iran leta 1908 pod kadžarsko dinastijo sastavljalo 34 upravnih enot razdeljene na 26 pokrajin in osem odvisnih teritorijev:
| Iranska upravna razdelitev leta 1908 | Iranska upravna razdelitev leta 1908 | Iranska upravna razdelitev leta 1908 | Iranska upravna razdelitev leta 1908 | Iranska upravna razdelitev leta 1908 | Iranska upravna razdelitev leta 1908 |
| Pokrajina                            | Pokrajina                            | Pokrajina                            | Pokrajina                            | Odvisni teritoriji                   | Odvisni teritoriji                   |
| ------------------------------------ | ------------------------------------ | ------------------------------------ | ------------------------------------ | ------------------------------------ | ------------------------------------ |
| 1                                    | Arabistan in Bahtijari               | 14                                   | Kamsa                                | 1                                    | Asadabad                             |
| 2                                    | Astarabad in Gorgan                  | 15                                   | Har                                  | 2                                    | Damavand                             |
| 3                                    | Azerbajdžan                          | 16                                   | Horasan                              | 3                                    | Firuzkuh                             |
| 4                                    | Fars                                 | 17                                   | Kom                                  | 4                                    | Džozihikan                           |
| 5                                    | Giro                                 | 18                                   | Kurdistan                            | 5                                    | Kangavir                             |
| 6                                    | Gilan in Tališ                       | 19                                   | Luristan in Burudžird                | 6                                    | Natanz                               |
| 7                                    | Hamadan                              | 20                                   | Mazandaran                           | 7                                    | Tarum Ulija                          |
| 8                                    | Irak, Gulpajgan in Hunsar            | 21                                   | Nihavand, Malajir in Kamira          | 8                                    | Harakan                              |
| 9                                    | Isfahan                              | 22                                   | Sava                                 |                                      |                                      |
| 10                                   | Kašan                                | 23                                   | Samnan in Damgan                     |                                      |                                      |
| 11                                   | Kazvin                               | 24                                   | Šahrud in Bostam                     |                                      |                                      |
| 12                                   | Kerman in Beludžistan                | 25                                   | Teheran                              |                                      |                                      |
| 13                                   | Kermanšah                            | 26                                   | Zirind in Bagdadi Šahsivinz          |                                      |                                      |

V prvi polovici 20. stoletja pod dinastijo Pahlavi je imela država 12 pokrajin:
| Št. | Iranske pokrajine 1940 |
| --- | ---------------------- |
| 1   | Ardalan                |
| 2   | Azerbajdžan            |
| 3   | Beludžistan            |
| 4   | Fars                   |
| 5   | Gilan                  |
| 6   | Perzijski Irak         |
| 7   | Horasan                |
| 8   | Huzestan               |
| 9   | Kerman                 |
| 10  | Laristan               |
| 11  | Luristan               |
| 12  | Mazandaran             |

Leta 1950 se je število zmanjšalo na deset pokrajin:
| Št. | Iranske pokrajine 1950 |
| --- | ---------------------- |
| 1   | Gilan                  |
| 2   | Mazandaran             |
| 3   | Vzhodni Azerbajdžan    |
| 4   | Zahodni Azerbajdžan    |
| 5   | Kermanšah              |
| 6   | Huzestan               |
| 7   | Fars                   |
| 8   | Kerman                 |
| 9   | Horasan                |
| 10  | Isfahan                |

Od leta 1950 se število pokrajin povečuje z delitvijo obstoječih in od leta 2010 dalje ima Iran skupaj 31 pokrajin.

## Današnja upravna struktura
| Iranske pokrajine |
| --- |
| Alborz Ardabil Bušeher Čahar-Mahal · in Bahtijari Isfahan Fars Gilan Golestan Hamadan Hormuzgan Ilam Kerman Kermanšah Huzestan Kuhgiluje in · Bojer-Ahmad Kurdistan Luristan Markazi Mazandaran Kazvin Kom Razavi · Horasan Semnan Sistan in · Beludžistan Teheran Yazd Zandžan Severni · Horasan Južni · Horasan Zahodni · Azerbajdžan Vzhodni · Azerbajdžan Kaspijsko jezero Perzijski zaliv Turkmenistan Afganistan Pakistan Azerbajdžan Armenija T · u · r · s · k · a Irak Kuvajt Savdska Arabija |

## Popis pokrajin
| Pokrajina                | Glavno mesto    | Površina      | Prebivalstvo | Gostota (preb./km²) | Število okrožij | opombe | Zemljevid |
| ------------------------ | --------------- | ------------- | ------------ | ------------------- | --------------- | --- | --------- |
| Alborška pokrajina       | Karadž          | 5833 km²      | 2,289.375    | 392,5 preb./km²     | 4               | Do 23. junija 2010 je bila Alborška pokrajina del Teheranske pokrajine. |           |
| Ardabilska pokrajina     | Ardabil         | 17.953        | 1,228.000    | 68,4 preb./km²      | 9               | Do leta 1993 je bila Ardabilska pokrajina del pokrajine Vzhodni Azerbajdžan. |           |
| Bušeherska pokrajina     | Bušeher         | 27.653 km²    | 886.267      | 32 preb./km²        | 9               | Bušeherska pokrajina je bila prvotno del pokrajine Fars, ki se je do leta 1977 imenovala Halidž Fars (Perzijski zaliv).                                                                      |           |
| Čahar-Mahal in Bahtijari | Šahrekord       | 16.332 km²    | 842.002      | 51,6 preb./km²      | 7               | Čahar-Mahal in Bahtijari sta bila do leta 1973 del Isfahanske pokrajine. |           |
| Fars                     | Širaz           | 133.100 km²   | 4,528.514    | 34 preb./km²        | 23              | Prvotno je vsebovala današnjo Bušehersko pokrajino. |           |
| Gilan                    | Rašt            | 14.042 km²    | 2,381.063    | 169,6 preb./km²     | 16              | Prvotno je vsebovala današnjo Kurdistansko in Zandžansko pokrajino. |           |
| Golestan                 | Gorgan          | 20.195 km²    | 1,617.087    | 80,1 preb./km²      | 11              | Golestan je nastal 31. maja 1997 z odcepitvijo okrožij Aliabad, Gonbad-e Kavus, Gorgan, Kurduj, Minudašt in Turkaman od pokrajine Mazandaran. Do leta 1937 je bil Gorgan znan kot Astarabad. |           |
| Hamadanska pokrajina     | Hamadan         | 19.368 km²    | 1,674.595    | 86,5 preb./km²      | 8               | Hamadanska pokrajina je nastala z odcepitvijo od Kermanšaške pokrajine. |           |
| Hormuzgan                | Bandar Abas     | 70.697 km²    | 1,062.155    | 15 preb./km²        | 11              | Hormuzgan je bil prvotno del Kermanske pokrajine in se je do leta 1977 imenoval Banadir va Džazajiri Bari Oman (Luke in otoki Omanskega zaliva).                                             |           |
| Huzestan                 | Ahvaz           | 64.057 km²    | 4,274.979    | 66,7 preb./km²      | 23              | Prvotno je vsebovala današnje pokrajine Luristan , Kuhgiluje in Bojer-Ahmad. |           |
| Ilamska pokrajina        | Ilam            | 20.133 km²    | 548.787      | 27,3 preb./km²      | 8               | Ilamska pokrajina je nastala z odcepitvijo iz Kermanšaške pokrajine. |           |
| Isfahanska pokrajina     | Isfahan         | 107.027 km²   | 4,559.256    | 42,6 preb./km²      | 22              | Leta 1986 je bilo Isfahanski pokrajini pripojeno nekaj okrožij pokrajine Markazi. |           |
| Vzhodni Azerbajdžan      | Tabriz          | 45.491 km²    | 3,603.456    | 79,2 preb./km²      | 19              | Nastala je 1950 leta z delitvijo pokrajine Azerbajdžan |           |
| Yazdska pokrajina        | Yazd            | 129.285 km²   | 958.323      | 7,4 preb./km²       | 10              | Yazd je bil prvotno del Isfahanske pokrajine. Leta 1986 so ji bili dodana okrožja pokrajine Isfahan, leta 2002 tudi veliko horasansko okrožje Tabas.                                         |           |
| Južni Horasan            | Birdžand        | 95.385 km²    | 600.568      | 6,3 preb./km²       | 8               | Pokrajina je nastala leta 2004 z delitvijo Horasana na Južni, Severni in Razavi Horasan, leta 2007 so bila dodana tri okrožja (Bošruja, Firdus in Sarajan) iz pokrajine Severni Horasan.     |           |
| Kazvinska pokrajina      | Kazvin          | 15.549 km²    | 1,143.200    | 73,5 preb./km²      | 5               | Pokrajina je nastala 31. decembra 1996 z odcepitvijo okrožij Kazvina in Takistana iz Zandžanske pokrajine.                                                                                   |           |
| Kermanska pokrajina      | Kerman          | 180.836 km²   | 2,947.345    | 16,3 preb./km²      | 20              | Prvotno je vsebovala današnjo pokrajino Hormuzgan. |           |
| Kermanšaška pokrajina    | Kermanšah       | 24.998 km²    | 1,938.060    | 77,5 preb./km²      | 14              | Pokrajina in istoimenski sedež so od 1950 do 1979 leta nosili ime Kermanšahan, do leta 1995 pa Bahtaran.                                                                                     |           |
| Kuhgiluje in Bojer-Ahmad | Jasudž          | 16.249 km²    | 634.299      | 39 preb./km²        | 5               | Prvotno je bila sastavni del pokrajine Huzestan, do leta 1995 se je imenovala Bojer-Ahmad in Kuhgiluje                                                                                       |           |
| Komska pokrajina         | Kom, Iran (Qom) | 11.526 km²    | 1,064.546    | 92,4 preb./km²      | 1               | Do leta 1995 je bila sestavni del Teheranske pokrajine. |           |
| Kurdistanska pokrajina   | Sanandadž       | 28.203 km²    | 1,440.158    | 51,1 preb./km²      | 10              | Kurdistanska pokrajina je bila prvotno del pokrajine Gilan |           |
| Luristan                 | Horamabad       | 28.294 km²    | 1,716.527    | 60,7 preb./km²      | 10              | Luristan je bila prvotno del pokrajine Huzestan. |           |
| Markazi                  | Arak            | 29.130 km²    | 1,326.826    | 45,5 preb./km²      | 11              | Prvotno je bila sestavni del pokrajine Mazandaran, leta 1986 je bilo nekaj okrožij Markazija dodano Isfahansko Semnanski in Zandžanski pokrajini.                                            |           |
| Mazandaran               | Sari            | 23.756 km²    | 2,823.606    | 118,9 preb./km²     | 16              | Prvotno je vsebovala današnje pokrajine Golestan, Markazi in Semnan. |           |
| Razavi Horasan           | Mašhad          | 118.854 km²   | 5,593.079    | 47,1 preb./km²      | 26              | Pokrajina je nastala leta 2004 z delitvijo Horasana na Južni, Severni in Razavi Horasan. |           |
| Semnanska pokrajina      | Semnan          | 97.491 km²    | 589.742      | 6 preb./km²         | 5               | Semnanska pokrajina je bila prvotno del Mazandarana, leta 1986 ji je bilo dodano nekaj okrožij pokrajine Markazi.                                                                            |           |
| Sistan in Beludžistan    | Zahedan         | 181.785 km²   | 2,290.076    | 12,6 preb./km²      | 14              | Do leta 1986 je pokrajina nosila ime Beludžistan in Sistan. |           |
| Severni Horasan          | Bodžnurd        | 28.434 km²    | 811.572      | 28,5 preb./km²      | 7               | Pokrajina je nastala leta 2004 z delitvijo Horasana na Južni, Severni in Razavi Horasan. |           |
| Teheranska pokrajina     | Teheran         | 12.981 km²    | 12,505.741   | 963,4 preb./km²     | 13              | Do leta 1986 je Teheranska pokrajina pripadala pokrajini Markazi. |           |
| Zandžanska pokrajina     | Zandžan         | 21.773 km²    | 970.946      | 44,6 preb./km²      | 7               | Zandžanska pokrajina je bila prvotno del Gilana, leta 1986 ji je bilo dodano nekaj okrožij pokrajine Markazi.                                                                                |           |
| Zahodni Azerbajdžan      | Urmija          | 37.059 km²    | 2,873.459    | 77,5 preb./km²      | 17              | V času dinastije Pahlavi je bila Urmija znana kot Rezaja |           |
| Iran                     | Teheran         | 1,628.750 km² | 70,495.782   | 43,3 preb./km²      | 369             | |           |

## Splošna statistika
- Grafikon deležev pokrajin v skupnem številu iranskega prebivalstva
- Iranske pokrajine glede na delež v skupnem gospodarstvu Irana

## Vanjske poveznice
- Iranski kulturni center: Pokrajine
- Statistični center Irana Arhivirano 2011-07-11 na Wayback Machine.
- Trade Promotion Organization of Iran Arhivirano 2011-09-10 na Wayback Machine.
- Statoids: Pokrajine Irana